# Joseph Williamson
Pour les articles homonymes, voir Joseph Williamson (philanthrope) et Williamson.
Joseph Williamson (né le 25 juillet 1633 à Bridekirk près de Cockermouth- mort le 3 octobre 1701 à Cobham) est un homme politique anglais. Son père, aussi nommé Joseph, était vicaire. 

## Biographie
Il a étudié à St. Bees School, Westminster School, Queen's College et Oxford, où il a grandi. En 1660, il entre au service de Edward Nicholas, secrétaire d'état. Il conservera son poste sous le secrétaire suivant, Henry Bennet, futur comte d'Arlington. Il participe ensuite à la fondation de la Gazette de Londres en 1665. Il entre au parlement en 1669 et en 1672, il devient l'un des secrétaires du conseil et un chevalier.
En 1673 et 1674, il représente son pays lors du congrès de Cologne, et dans la dernière année, il devient secrétaire d'état, ayant pratiquement acquis cette position de Arlington pour 6 000 £. Une somme qu'avait besoin son successeur quand il a quitté ses fonctions en 1679. Juste avant son expulsion, il est arrêté sous l'accusation d'être impliqué dans les parcelles papistes mais il est libéré sous l'ordre de Charles II.
Après une période d'inactivité comparative, Joseph représente l'Angleterre au congrès de Nimègue, et en 1678, il signe le premier traité sur le partage de la monarchie espagnole. Entre 1692 et 1695, Williamson siégeait à la Chambre des communes irlandaises en tant que Membre du Parlement (MP) pour Clare. En 1691, il représente Portarlington pour quelques mois et ensuite Limerick City jusqu'à 1699. Il mourut à Cobham, dans le Kent, le 3 octobre 1701.